# BS熱中夜話
『BS熱中夜話』（ビーエスねっちゅうやわ）は、NHK衛星第2テレビジョン（BS2）で放送されたテレビ番組である。『BSマンガ夜話』から派生した番組であるといえる。

## 概要
毎回テーマが決められており、それにまつわるマニアックな番組進行が特徴であった。司会はビビる大木、田丸麻紀が担当した。当初は、毎週木曜の24:00 - 24:39に放送されたが、好評につき、2009年4月からは毎週金曜の20:00 - 20:44に放送時間が移動となった。2010年4月2日からは『熱中スタジアム』にリニューアルされた。

## 番組構成
毎回、テーマ（例えば城、戦国武将、ビートルズなど）が決められており、一般公募の参加者がスタジオに集まって熱く語り合う。内容にもよるが、1つのテーマに付き2 - 3回に分けて放送し、そのテーマに詳しいゲストが2 - 3人出演する。その話題に関するクイズも出題することもある。しばしばトークがマニアックな方向に走り司会者の大木、田丸が理解できないこともある。

## 出演者
- ビビる大木
自らの感情や知識をあまり出さずに、観察者として冷静な立ち位置で周りの状況を分析する。その立ち位置を守るスタイルから、お題に対して深い思いを持つ出演者やスタジオ参加ファンの熱いトークに置き去りになることもある。
- 田丸麻紀
常に視聴者側の立場に立っており、素人の立場から冷静に語るのが特徴であった。取り上げた殆どのお題に関心を抱いていなかったと吐露しており[1]、大木がスタジオに集ったファンの心情を鑑みて、これからは関心を持つ旨のフォローコメントを誘って言わせたが、どう見ても乗り気であるようには思えないとも突っ込まれた。

## 放送リスト
| 回数   | テーマ                           | 放送期間                  | ゲスト | 備考 |
| ------ | -------------------------------- | ------------------------- | --- | --- |
| 第1弾  | 日本の城                         | 2007年12月14・15日        | 山本晋也 豊岡真澄 | 第1夜は「我々はいかに城に魅せられたかを語る夜」と題してクイズを交えてトークを行った。 第2夜「勃発!第二次大阪冬の陣～『攻防こそが城の醍醐味』と知る夜～」実際に城の模型を使って模擬戦を行った。 |
| 第2弾  | ウルトラマン                     | 2008年4月3・10・17日      | 桜井浩子 ひし美ゆり子 泉麻人 | 数あるウルトラシリーズの中から、『ウルトラマン』と『ウルトラセブン』を取り上げた。 ウルトラQ（クイズ）編（番組の『ウルトラQ』ではない）、キャラクター編、ストーリー編に分けて放送された。 |
| 第3弾  | 戦国武将                         | 2008年4月24日・5月1日     | 松村邦洋 江川達也 | 第1夜は「伊達政宗・真田幸村・織田信長」を特集。 第2夜は「大河ドラマで主役をやってほしい戦国武将」と題してアンケート結果をベストテン形式で発表した。 両夜とも松村のものまねで、『葵 徳川三代』の津川雅彦（徳川家康）と西田敏行（徳川秀忠）が再現され大好評であった。 |
| 第4弾  | ビートルズ                       | 2008年5月15・22日         | 鈴木慶一 萩原健太 | 一般席にはNHKアナウンサーの松本和也がビートルズのファン「ぽお」として座っていた。第2夜では松本も数あるコピーバンドの一員として演奏を行なった。 |
| 第5弾  | 巨大建造物鑑賞                   | 2008年5月29日・6月5・12日 | 半田健人 | 工場編、ダム編、鉄塔・水門編が放送された。ファン代表として『工場萌え』著者の石井哲・大山顕、『ダム』著者の萩原雅紀、『東京鉄塔』著者の長谷川秀記（サルマルヒデキ）、『恋する水門』著者の佐藤淳一らが登場。ファンの間では「サミット」と評される。 |
| 第6弾  | 犬                               | 2008年6月26日・7月3日     | 渡辺正行 朴璐美 | |
| 第7弾  | ヒーローソング                   | 2008年7月10・17日         | ささきいさお 藤岡弘、 RIDER CHIPS 唐沢俊一 田中公平 遠藤正明 腹巻猫 加藤夏希 河崎実                                                                                             | 6月15日に秋葉原UDXシアターで公開収録が行われた。 |
| 第8弾  | 水族館                           | 2008年8月7・14日          | 彦摩呂 さかなクン 安西真実 中村元 | イルカ・ペンギン・ラッコ・アザラシ・アシカなどを扱った海獣編、マニアックなお魚を扱ったマイ・フェイバリット・フィッシュ編が放送された。 |
| 第9弾  | スターウォーズ                   | 2008年8月21日・9月4日     | 石上三登志 金子貴俊 | 第1夜は『マイ・フェイバリット・キャラクター』と題し、ルーク・スカイウォーカー、ダース・ベイダー、オビ＝ワン・ケノービ、ハン・ソロの4人を中心に特集。 第2夜は『ライフ・オブ・スターウォーズ』と題し、「演じる」「作る」「集める」「結婚する」「ボランティア」「戦う」をキーワードとしてファンの人生とスターウォーズとの関わり方を特集。 また、2008年7月に行われた「スター・ウォーズ セレブレーション・ジャパン」に招待された俳優からのメッセージなども放送された。 |
| 第10弾 | クイーン                         | 2008年9月11・25日         | パッパラー河合 石井一孝 東郷かおる子 | フレディ・マーキュリー編、ブライアン・メイ＆ジョン・ディーコン＆ロジャー・テイラー編の2夜が放送、各メンバーの魅力がファンによって語られた。 |
| 第11弾 | 熱中夜話人物図鑑（上半期総集編） | 2008年10月2日             | 唐沢俊一 朴璐美 | これまで出演したファンを撮る人々、まねる人々、作る人々などに分類、田丸麻紀迷言集なども披露された。 |
| 第12弾 | 三国志                           | 2008年10月16・23日・30日  | 加藤徹 谷井一郎 | 劉備編、曹操編、マイ・フェイバリット・キャラクター編の3夜が放送、三国志の各場面の映像には「人形劇 三国志」が使われた。第2夜の一般席に井戸田潤も参加した。 |
| 第13弾 | ロボット                         | 2008年11月13・20日        | 有野晋哉 一之瀬まゆ 坂本三佳 | ROBO-ONEなど自作ロボットで闘い合う人たちを取材した「ロボットバトルナイト」、現在開発中のロボットを取材した「夢のロボットナイト」の2夜が放送された。 |
| 第14弾 | 猫                               | 2008年11月27日・12月4日   | 蝶野正洋 清水ミチコ | |
| 第15弾 | 新選組                           | 2008年12月11・18日        | はしのえみ 石井康太 山村竜也 | 近藤勇・土方歳三・沖田総司編、番組HPアンケート「好きな隊士」ランキングを発表した隊士銘々伝編の2夜が放送。全国の新選組同好会が集結し、沖田総司の顔が復元されたりした。隊士紹介には「新選組!」の映像が使われた。一般席にはダーリンハニーの長嶋智彦が着席、一ファンとしてトークに参加。 |
| 第16弾 | ロック黄金時代（60年代・70年代） | 2009年1月8・15・22日      | ROLLY 高樹千佳子 ムッシュかまやつ 安齋肇 萩原健太 | |
| 第17弾 | マニアック映画                   | 2009年1月19日・2月5日     | 大槻ケンヂ 松嶋初音 石田一 唐沢俊一 | |
| 第18弾 | 2008年度総集編                   | 2009年3月5・12日          | 山田五郎 （第1夜） 松村邦洋 （第2夜） | |
| 第19弾 | スイーツ                         | 2009年4月10・17日         | 彦摩呂 雛形あきこ 村山なおこ | |
| 第20弾 | 動物園                           | 2009年4月24日・5月1日     | 田中直樹 山口もえ 村田浩一 | マイ・フェイバリッドアニマル編、マイ・フェイバリッドZOO編が放送された。愛玩動物飼養管理士2級の資格を持つ山口もえが動物の冬眠に関する知識を披露した。 |
| 第21弾 | ハンドメイド                     | 2009年5月8・15日          | 土佐信道 小出由華 村田浩一 | 第1夜はメカ、第2夜は家を手作りした人を取り上げる。 |
| 第22弾 | アニメソング                     | 2009年5月22・29日         | 水木一郎 （第1夜） 堀江美都子 （第1夜） 唐沢俊一 （第1夜） 腹巻猫 （第1夜） 喜屋武ちあき （第1・2夜） 田中公平 （第1・2夜） 神前暁 （第2夜） 福山芳樹 （第2夜） May'n （第2夜） | 2009年5月3日、NHKみんなの広場ふれあいホールで収録された。 水木一郎＆堀江美都子編、新世代作曲家編が放送された。田中公平が「次の世代を担うアニメソングはキャラソンだ。」とする旨の発言をした。菅野よう子も採り上げられた。神前暁は番組の中で「僕の中では田中先生はファーストインパクト。菅野先生はセカンドインパクトです。」と発言している。 |
| 第23弾 | ハワイ                           | 2009年6月5・12・19日      | 増田英彦 キャシー中島 香坂みゆき | |
| 第24弾 | マイケル・ジャクソン             | 2009年7月3・10日          | 吉澤ひとみ ゴリ 西寺郷太 | 冒頭で6月25日に逝去したマイケル・ジャクソンへの追悼メッセージが表示された。また「この番組は2009年6月14日に収録されたものです」というテロップも表記された。この為、20日にファンへのインタビューなどで再編集した『追悼・マイケル・ジャクソン』スペシャルも放送された。 |
| 第25弾 | ガンダム                         | 2009年7月24・31日         | 喜屋武ちあき 土田晃之 井上伸一郎 | |
| 第26弾 | 遊園地                           | 2009年8月28・9月4日       | 大島麻衣 なすなかにし | 第1夜はジェットコースター特集、第2夜はお化け屋敷などのマイフェイバリット特集。 |
| 第27弾 | 関ヶ原                           | 2009年9月11・18日         | 小日向えり スピードワゴン | 第1夜は開戦前、第2夜は当日の戦い。 |
| 第28弾 | 2009年度上半期総集編             | 2009年9月25日             | 喜屋武ちあき | |
| 第29弾 | 韓流ドラマ                       | 2009年10月2・9日          | 増田英彦 大桃美代子 | 第1夜は男性俳優全般、第2夜は「チャングムの誓い」を取り上げた。 |
| 第30弾 | お弁当                           | 2009年10月16・23日        | 遠藤章造 堀ちえみ 藤野嘉子 | |
| 第31弾 | 一人旅                           | 2009年10月30日・11月6日   | 有吉弘行 中鉢明子 | 第1夜は海外編、第2夜は国内編。 |
| 第32弾 | 中島みゆき                       | 2009年11月20日・27日      | 安達祐実 エド・はるみ 田家秀樹 | 第1夜は歌詞全般、第2夜は「夜会」について。 |
| 第33弾 | パン                             | 2009年12月4日・11日       | 彦摩呂 ギャル曽根 | |
| 第34弾 | クリスマス                       | 2009年12月25日            | 千秋 はるな愛 石川智之 | 自宅へのイルミネーションについて。 番組史上初めて、放送が2夜以上に分かれない。 |
| 第35弾 | マドンナ                         | 2010年1月8日・15日        | SHELLY TAKAHIRO ピストン西沢 | 第1夜は1900年代、第2夜は2000年代。 |
| 第36弾 | こだわりファッション             | 2010年1月22日・29日       | ISSA 神戸蘭子 ドン小西 | 通常と異なるファッションショー形式のセットが使われ、最も優れた人は田丸のコーディネートができる。 |
| 第37弾 | もったいない                     | 2010年2月19日・26日       | 清水國明 三船美佳 丸山晴美 | 企画名は「もったいナイト」。第1夜は公共料金を節約する人、第2夜は金をかけずに娯楽を実現する人を紹介する。 |
| 第38弾 | GLAY                             | 2010年3月5日・12日        | 原口あきまさ 矢沢心 マーティ・フリードマン 田家秀樹 | 第1週は歌詞、第2週はライブについて。 |
| 第39弾 | 総決算!熱中夜話アウォード        | 2010年3月19日             | | |

## 備考
- 唐沢俊一が日本オタク大賞で語った話によると、もともとは『BSオタク夜話』という番組名になる予定だったが、NHKでは「オタク」が差別用語とされるため、『BS熱中夜話』となった。
- OP画面は、当初はルビンの杯の向かい合った二人の女性が喋り合うというものであったが、後期は片方が眼鏡をかけた男性に変わっていて、司会の二人を模している。